# Gianbattista Baronchelli
Gianbattista Baronchelli (Ceresara, 6 de setembre de 1953) és un ciclista italià, ja retirat, que fou professional entre 1974 i 1989. Durant la seva carrera esportiva professional va aconseguir 94 victòries.
Com a amateur va guanyar el Giro d'Itàlia de 1973, però com a professional no ho pogué repetir, tot i que finalitzà la cursa entre els 10 primers en 10 edicions diferents, dues d'elles en segona posició (1974 i 1978) i una en tercera (1977). Guanyà cinc etapes al Giro d'Itàlia.
En el seu palmarès també destaca una medalla de plata al Campionat del món de ciclisme de 1980, una etapa a la Volta a Espanya de 1985 i dues edicions de la Volta a Llombardia, el 1977 i 1986.

## Palmarès
- 1971
  - 1r al Tour al País de Vaud
- 1973
  - 1r al Girobio i vencedor d'una etapa
  - 1r al Tour de l'Avenir i vencedor d'una etapa
- 1975
  - 1r al Trofeu Laigueglia
  - 1r al Trofeu Baracchi (amb Francesco Moser)
  - Vencedor d'una etapa al Tour de Romandia
- 1976
  - 1r a la Volta a Euskadi i vencedor de 2 etapes
  - 1r al Giro de Romagna
- 1977
  - 1r a la Volta a Llombardia
  - 1r al Tour de Romandia i vencedor d'una etapa
  - 1r al Giro dels Apenins
  - Vencedor d'una etapa al Giro d'Itàlia
- 1978
  - 1r al Giro del Piamonte
  - 1r al Giro dels Apenins
  - 1r a la Coppa Placci
  - 1r al Giro d'Úmbria
  - Vencedor d'una etapa al Giro d'Itàlia
- 1979
  - 1r al Giro dels Apenins
  - 1r al Giro de Romagna
- 1980
  - 1r a la Coppa Sabatini
  - 1r al Giro del Piamonte
  - 1r al Giro dels Apenins
  - 1r al Giro dell'Emilia
  - 1r a la Rund um den Henninger-Turm
  - 1r al Giro de la Provincia de Reggio Calabria
  - 1r a la Coppa Sabatini
  - 1r a la Ruta d'Or i vencedor d'una etapa
  - 1r al Gran Premi Montelupo
  - Vencedor d'una etapa al Giro d'Itàlia
- 1981
  - 1r al Giro dels Apenins
  - 1r al Giro del Lazio
  - 1r al Giro de Toscana
  - 1r al Giro de la Pulla
  - Vencedor d'una etapa al Giro d'Itàlia
- 1982
  - 1r al Giro dels Apenins
  - 1r al Gran Premi de la indústria i l'artesanat de Larciano
  - 1r al Giro d'Úmbria
- 1984
  - 1r al Giro de Toscana
- 1985
  - Vencedor d'una etapa Volta a Espanya
- 1986
  - 1r a la Volta a Llombardia
  - Vencedor d'una etapa al Giro d'Itàlia
- 1987
  - Vencedor d'una prova del Trofeo dello Scalatore

### Resultats al Giro d'Itàlia
- 1974. 2n de la classificació general
- 1975. 10è de la classificació general
- 1976. 5è de la classificació general
- 1977. 3r de la classificació general. Vencedor d'una etapa
- 1978. 2n de la classificació general. Vencedor d'una etapa
- 1980. 5è de la classificació general. Vencedor d'una etapa
- 1981. 10è de la classificació general. Vencedor d'una etapa
- 1982. 5è de la classificació general
- 1983. 17è de la classificació general
- 1984. 6è de la classificació general
- 1985. 6è de la classificació general
- 1986. No surt (17a etapa). Vencedor d'una etapa.  Porta el mallot rosa durant 2 etapes
- 1987. No surt (15a etapa)

### Resultats al Tour de França
- 1976. No surt (15a etapa)
- 1979. Abandona (9a etapa)

### Resultats a la Volta a Espanya
- 1985. Abandona (15a etapa). Vencedor d'una etapa